# حزب اللبنانيين الجدد
حزب "اللبنانيون الجدد"

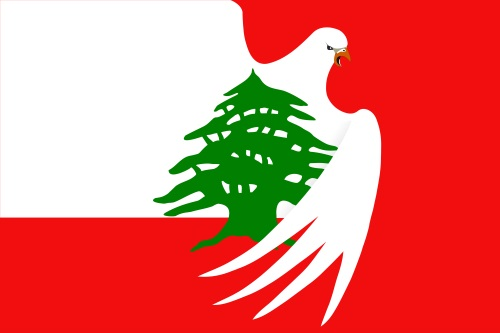
علم الحزب

هو حزب سياسي لبناني تأسس عام 2006، على يد داني عبد الخالق. يتزعمه اليوم ايلي معلوف.
أهدافه الرئيسية هي تغيير النظام السياسي في لبنان إلى نظام أكثر استقرارًا وأقل اعتمادًا على النظام الطائفي وقيادة لبنان ليصبح قوة إقليمية رئيسية من حيث الثقافة والاقتصاد والدبلوماسية.
وقد نقل عبر الموقع الرسمي للحزب ما يأتي:
البرنامج السياسي هو الهوية السياسية للحزب ، وهو البوصلة التي تسيّر وتوجّه وتنظم عمل الحزب والشخصيات التي تمثله ، ولا يجوز إعتبار نصوصه مباديء دستورية غير قابلة للنقاش.
لذا يجب أن يبقى هذا البرنامج السياسي مفتوح بشكل دائم لمناقشة سبل تطويره بما يتناسب مع المتغيرات الإجتماعية والإقتصادية والسياسية.
وكل ما سيرد في هذا البرنامج السياسي هو عبارة عن جملة أهداف يسعى الحزب الى تحقيقها في كافة المجالات التي سيتطرق لها.
بعد إكتمال هذا البرنامج السياسي سيكون للمواطن والمنتسب للحزب رؤية شاملة وواضحة عن كيفية التعامل مع القوانين والأفكار كما يستطيع بعدها رسم خطة ووضع آلية نضالية في سبيل تحقيقها.
لا تسعى هذه الوثيقة السياسية لتكون نهاية المطاف، أو لتكون صيغة مكتملة ونهائية، بل هي صيغة متجدِّدة ومنفتحة على التطور بقدر تقدم الحوار داخل الحزب، ونضج التجربة الواقعية، وتطور الأوضاع في المستويات كافة، بما يعني وضعها على طاولة الحوار بشكل دائم بهدف تعميق وإنضاج رؤاها وتوجهاتها، وبما يؤدي إلى تحولها إلى أحد المشاريع الوطنية الأساسية.
وعليه يسعى حزب “اللبنانيون الجدد” إلى تحقيق تغيير سياسي شامل يُزال فيه منهج الفساد والمحسوبية والطائفية والظلم والإستبداد والتوريث السياسي ، ويحل محله نظام سياسي قائم على الديمقراطية الفعلية والمساواة في المواطنة ، لا يخضع لأي جهة طائفية أو حزبية شمولية ، عِمَادها المحاسبة والشفافية والعدل، ويعمل الحزب بالتعاون مع النخب السياسية والإقتصادية لوضع أفضل البرامج التنموية بهدف استثمار الموارد المادية والبشرية من ضمنها خطة كاملة لنهضة شاملة تحقق التطلعات الشعبية. وسيشرح الحزب أهدافه المرحلية المستقبلية في برنامجه التفصيلي المسمى، “ما بعد سقوط النظام”. 

## روابط خارجية
- من نحن
- الموقع الرسمي اللبناني الجديد